# Міхалув-Другий
Міхалув-Другий (пол. Michałów Drugi) — село в Польщі, у гміні Опатувек Каліського повіту Великопольського воєводства.
Населення — 224 особи (2011).
У 1975-1998 роках село належало до Каліського воєводства.

## Демографія
Демографічна структура станом на 31 березня 2011 року:
|          | Загалом | Допрацездатний вік | Працездатний вік | Постпрацездатний вік |
| -------- | ------- | ------------------ | ---------------- | -------------------- |
| Чоловіки | 111     | 23                 | 75               | 13                   |
| Жінки    | 113     | 25                 | 65               | 23                   |
| Разом    | 224     | 48                 | 140              | 36                   |